# Liste der Baudenkmäler in Brunn (Oberpfalz)
Auf dieser Seite sind die Baudenkmäler in der Oberpfälzer Gemeinde Brunn zusammengestellt. Diese Tabelle ist eine Teilliste der Liste der Baudenkmäler in Bayern. Grundlage ist die Bayerische Denkmalliste, die auf Basis des Bayerischen Denkmalschutzgesetzes vom 1. Oktober 1973 erstmals erstellt wurde und seither durch das Bayerische Landesamt für Denkmalpflege geführt wird. Die folgenden Angaben ersetzen nicht die rechtsverbindliche Auskunft der Denkmalschutzbehörde.
 Die Liste gibt den Fortschreibungsstand vom 5. Dezember 2024 wieder und umfasst 4 Baudenkmäler.

## Baudenkmäler nach Ortsteilen

### Brunn
| Lage                    | Objekt                                      | Beschreibung | Akten-Nr.             | Bild           |
| ----------------------- | ------------------------------------------- | --- | --------------------- | -------------- |
| Kirchplatz 1 (Standort) | Katholische Filialkirche St. Peter und Paul | Saalbau mit eingeschnürtem Chor, abgewalmtem Satteldach und vorkragendem, verschindeltem Giebelturm mit Spitzdach, 1774, im Kern romanisch; mit Ausstattung; Friedhofsummauerung, wohl spätmittelalterlich. | D-3-75-122-1 Wikidata | weitere Bilder |

### Frauenberg
| Lage                     | Objekt                                            | Beschreibung | Akten-Nr.             | Bild           |
| ------------------------ | ------------------------------------------------- | --- | --------------------- | -------------- |
| Marienplatz 1 (Standort) | Katholische Pfarr- und Wallfahrtskirche St. Maria | Saalbau mit eingezogenem Chor, 1953–54 von Hans Beckers unter Verwendung des Westturms und des Chores des Vorgängerbaus aus dem 15. Jahrhundert; mit Ausstattung. | D-3-75-122-2 Wikidata | weitere Bilder |
| Marienplatz 5 ()         | Ehemaliges Pfarrhaus                              | zweigeschossiger verputzter Massivbau mit hohem Schopfwalmdach, 1808, mit barockem, zweitverwendeten Dachwerk, Inneres teilweise erneuert                         | D-3-75-122-4          |                |

### Pettenhof
| Lage                   | Objekt   | Beschreibung                                                               | Akten-Nr.             | Bild     |
| ---------------------- | -------- | -------------------------------------------------------------------------- | --------------------- | -------- |
| Pettenhof 1 (Standort) | Gutshaus | Zweigeschossiger Mansarddachbau mit Halbwalm und Pilastergliederung, 1790. | D-3-75-122-3 Wikidata | Gutshaus |